# Buddylijn
De buddylijn is een koord waarmee twee sportduikers zich aan elkaar vastmaken.
De meeste buddylijnen bestaan uit een stuk waterbestendig touw met twee lussen die je rond een verschillende arm van elke duikers kunt schuiven en een afstand van maximaal 1,5 meter tussen de duikers laat.
Om te voorkomen dat het touw op de bodem achter iets vast zou komen te zitten kan er een vlotter aangebracht worden, zodat de lijn in het midden altijd hoog zweeft.
Het gebruik ervan is ontstaan in duikgebieden waar er onder water een zeer slechte zichtbaarheid is, zoals in Zeeland, waar het zicht maximaal zeven meter is. De buddylijn voorkomt dat je elkaar kunt verliezen door slecht zicht onder water en geeft een leerling een veiliger gevoel, omdat er altijd iemand dichtbij is in geval van een probleem.
Als het zicht zo slecht is dat de duikers elkaar makkelijk uit het oog kunnen verliezen dient men zich af te vragen of duiken wel verantwoord is. Een buddylijn kan men ook meenemen onder water (zonder deze te gebruiken) voor het geval het zicht ineens zeer slecht wordt.
Er bestaan geen regels over hoe deze beveiliging tussen twee duikers eruit moet zien.